# ابوعلی نحوی فارسی
ابوعلی حسن بن احمد بن عبدالغفار بن محمد بن سلیمان بن آبان نحوی فارسی که به اختصار ابن درستویه خوانده می‌شود، از علمای بزرگ نحو و از معاصران و مصاحبین عضدالدوله دیلمی بود. ابوعلی به سال ۲۸۸ هجری قمری در فسا به دنیا آمد و پس از تحصیل مقدمات در فسا و شیراز در سن نوزده سالگی یعنی سال ۳۰۷ هجری قمری به بغداد رفته و از محضر استادانی چون ابن السراج زجاج و مبرمان بهره‌مند می‌شود تا اینکه خود در علوم ادبی، خاصه نحو سر آمد اقران شد. او کتاب ایضاح و تکمله را که هر دو در علم نحوست به نام عضدالدوله دیلمی نوشت و به وی اهدا کرد. صاحب نامه دانشوران به او ۱۹ کتاب را نسبت داده‌است و وفات او را در سال ۳۷۷ هجری قمری به سن نود و اندی در بغداد دانسته‌است.شواهد بسیاری وجود دارد که وفات ابوعلی در بغداد نیست و مقبره ای در نزدیکی شهر نوبندگان دارد.
۱- در نوبندگان فارس، ۱۸ کیلومتری فسا به سمت داراب، منطقه ای ست مشهور به بوشیخ علی که در گویش محلی به «بُشخ علی» معروف است. در این منطقه از قدیم الایام مقبره ای پابرجاست به نام آرامگاه بو شیخ علی. (عکس‌هایی از دههٔ ۴۰ شمسی که توسط آقای امیری عکاس فسایی گرفته شده‌است وجود دارد)
1. این مقبره در میان‌شهری تاریخی به نام ظمستان (تمستان) قرار دارد. نام طمستان در منابع تاریخی به کرات آمده‌است. استخری و ابن حوقل در نقشهٔ تاریخی خود، آن را پس از فسا نشان داده و در روایتشان فاصلهٔ آن تا فسا تطابق کامل دارد. طمستان شهری تاریخی بوده که تا حوالی قرن هفت و هشت دیگر نامی از آن در منابع نیست و بنا بر دلایلی نامعلوم تخریب شده‌است. راهی معروف به راه شاهی نیز از جلو آن به سمت فسا و داراب گذر می‌کند. منبع تأمین آب آن قناتی ست مشهور به قنات «بو شیخ علی» که همچنان پس از گذشت هزار سال آب آن جاریست و برای کشاورزی استفاده می‌شود. مکان‌یابی قنات به نحوی بوده که خشکسالی‌های اخیر نیز بر آن تأثیر چندانی نداشته‌است.
2. در معجم البلدان راجع به آن آمده‌است که: "شهری است در فارس و گروهی از رواه بدانجا منسوبند." رَواه با فتحه بر روی حرف "ر"در لغت به معنای راویان حدیث و ناقلان آن می‌باشد. در رسالهٔ قشیریه و تذکره الولیا روایاتی از ابوبکر طمستانی آمده‌است. شخصیت مشهور دیگر نیز تکریم طمستانی بوده‌است. "وی از شاگردان شبلی بود و نزد او احترام و منزلت خاصی داشت. در فارس با ابراهیم دباغ و سایر مشایخ آن دیار مصاحبت کرده و مورد تکریم آنان بوده‌است. به گفته روزبهان بقلی وی «صاحب آیات و کرامات بود. اسرار سکر و محبت بدو غالب بود. در عبارت و شطح چنان بود که در فارس کس قوت سخن شنیدن او نداشت». سخنان شطح آمیز او سبب شد که مشایخ فارس از بیم آن که مبادا به او آسیبی رسد، صلاح چنان دیدند که وی به خراسان رود و ظاهراً این مهاجرت در اواخر زندگی او صورت گرفته‌است. وی در این سفر مدت کوتاهی در اصفهان بود و سپس به نیشابور رفت و در این شهر گوشه‌گیری اختیار کرد و روزگار را به انزوا می‌گذرانید. از سویی دیگر ایرج افشار دو بار از نوبندگان گذر کرده و مدتی را در آن گذرانده و در کتاب گل گشت در وطن پیرامون نوبندگان از دو سنگ قبر در دیوار مسجد حاجی بی بی (مسجد جامع) و شاهزاده علی یاد می‌کند که بر روی آن نوشته‌هایی حاکی از وجود دو دانشمند زبانشناس در قرن پنج و شش قمری در نوبندگان است. "روی یکی از سنگ قبرها نوشته‌است: فاضلِ عالمِ دانشمند محمد بن روزبه ابی نصر" نتیجه آن که سابقه و پیشینه حضور چنین افرادی در نوبندگان و طمستان وجود داشته‌است. ابوعلی نحوی ابن درستویه با پسوند فسوی نیز یکی از آن هاست. (راجع به انتساب پسوند شهری مشهور و شناخته شده تر پس از نام افراد توسط دیگران، نمونه‌های متعددی تا دوران معاصر نیز وجود دارد که قابل بررسی ست)

۴- مقبرهٔ نحوی در نوبندگان تاکنون وجود دارد. در سال ۱۳۷۰ سنگ قبر تاریخی آن توسط قاچاقچیان اشیا به سرقت رفته و بنای آرامگاه فرسوده و ریخته شده و در دهه ۸۰ کشاورزان منطقه اتاقکی ساده بر روی آن ساخته‌اند. چرا که تا دو نسل پیش یکی از تفریحات اهالی، زیارت و سیاحت این آرامگاه و محوطه‌های پیرامونی آن مثل سنگ «کوکه هوا» در جوار آن است. در ادامه دو عکس از این بنا در دهه ۴۰ ضمیمه خواهد شد.
۵- در سال ۱۳۰۹ دو مدرسه در فسا و نوبندگان به صورت همزمان به نام ابوعلی نحوی افتتاح می‌شود.
1. از قدیمی‌ترین خیابان‌های فسا که به سمت نوبندگان و داراب راه دارد، به نام نحوی نامگذاری شده‌است. دلیل این دو رویداد، اطمینان متولیان آن زمان از وجود مقبرهٔ نحوی با توجه به متن سنگ گور بوده‌است.
2. از همه مهم‌تر شهادت اهالی پا به سن گذاشتهٔ ساکن در نوبندگان بر صحت این موضوع است که با گذر زمان از تعداد آنان کاسته می‌شود.
3. بایستی در نظر داشت که تنها یک منبع فوت ابوعلی را در بغداد دانسته و منبع دیگر از آن کپی کرده‌است. پس از آن، همهٔ منابع روایت می‌کنند که ابوعلی در اواخر عمر به فارس برگشته و مصاحب عضدالدوله دیلمی بوده و کتاب آخر خود را به ایشان تقدیم نموده‌است. تناقض این روایت با روایت فوت در بغداد چگونه حل می‌شود؟

۹- از سویی دیگر تکثر و ازدیادِ پسوند نام «نحوی» از قرن ۳ تا قرن ۶ بر دانشمندان زبانشناس آنچنان زیاد است که امکان خطا در روایت‌های تاریخی را محتمل می‌کند. برای نمونه در همین قرن در فسا دو نحوی شناخته شده هستند یکی ابو محمد عبدالله بن جعفر بن درستویه بن المرزبان الفارسی الفسوی النحوی که به اختصار ابن درستویه خوانده می‌شود تاریخ تولد ۲۵۸ هجری و وفات ۳۴۷ و دیگری ابوعلی حسن بن احمد بن عبدالغفار بن محمد بن سلیمان بن آبان نحوی فارسی که به ایشان نیز ابن درستویه گفته‌اند! ولادت ۲۸۸ و وفات ۳۷۷ نوشته‌اند.
1. در دورانی که تمامی فرهنگ‌ها برای احیای هویت، جعل تاریخ و شخصیت پردازی می‌کنند، حیف است که ما ایرانیانِ عادت کرده به کم بینی و حقیر شمردن داشته‌های خود، به راحتی و صرفاً با یک روایت نه چندان معتبر تاریخی از فرصت‌های پیش رو و منابع گذشتهٔ خود چشم پوشی کرده و به دیگران واگذار کنیم. همان‌طور که دانشگاه الازهر مصر هزاره ای را برای ابو علی نحوی برگزار کرده‌است و ما حتی یادبودی برای ایشان باقی نگذاشته‌ایم، چه رسد به بررسی متون و عقاید و سبک ایشان در کار!
2. بایسته‌است که اهالی و متولیان استان فارس، شهرستان فسا و شهر نوبندگان، بنای آرامگاه ایشان را بازسازی کرده و یادمانی را به نام ایشان و دیگر دانشمندان زبانشناس شناخته شده‌ای که از اهالی این منطقه بوده‌اند را برپا کند. محاسن این کار نه به سود آن درگذشتگان، بل که فرصت‌های متعددی را در زمینه‌های علمی، گردشگری و هویت بخشی به مردم ساکن در این منطقه در مقیاس محلی، شهرستان و استان و بل که کشور پیش روی چشم‌انداز آیندگان قرار می‌دهد.